# Labropsis xanthonota
Labropsis xanthonota là một loài cá biển thuộc chi Labropsis trong họ Cá bàng chài. Loài này được mô tả lần đầu tiên vào năm 1981.

## Từ nguyên
Từ định danh của loài trong tiếng Hy Lạp cổ đại có nghĩa là "màu vàng", hàm ý đề cập đến màu vàng trên vây lưng cá cái, màu dễ nhận thấy nhất trên cơ thể loài này khi chúng ở dưới nước.

## Phạm vi phân bố và môi trường sống
L. xanthonota có phạm vi phân bố trên khắp Ấn Độ Dương - Thái Bình Dương. Loài này được ghi nhận dọc theo bờ biển Đông Phi, Madagascar và các đảo quốc trong Ấn Độ Dương, bao gồm quần đảo Cocos (Keeling) và đảo Giáng Sinh; từ quần đảo Mergui trải rộng trên hầu hết vùng biển bao quanh các quốc gia thuộc Đông Nam Á hải đảo; phía bắc đến Nam Nhật Bản (bao gồm quần đảo Ryukyu và quần đảo Ogasawara) và đảo Đài Loan, trải dài về phía đông băng qua các đảo quốc, quần đảo thuộc châu Đại Dương đến quần đảo Samoa, phía nam đến rạn san hô Great Barrier.
L. xanthonota sống gần các rạn san hô ngoài khơi và trong các đầm phá ở độ sâu khoảng từ 7 đến 55 m.

## Mô tả
L. xanthonota có chiều dài cơ thể tối đa được ghi nhận là 13 cm.
Cá đực: cơ thể có màu nâu với các đốm màu vàng kim trên vảy. Mang có màu vàng tươi ở phía sau. Vây lưng và vây hậu môn màu nâu cam, viền màu xanh lam óng ở rìa và một dải đen cận rìa; vây lưng có một đốm đen ở phía trước. Hai thùy đuôi màu nâu sẫm, phớt màu cam ở chóp thùy, vùng giữa đuôi có hình chữ V màu trắng xanh. Vây ngực và vây bụng trong suốt.
Cá cái: cơ thể màu xanh đen với các đốm màu cam trên vảy. Hai bên thân có các đường sọc màu xanh lam dọc theo chiều dài thân. Vây lưng màu vàng, viền xanh óng, có một đốm đen ở phía trước. Vây hậu môn và đuôi màu xanh đen, lốm đốm xanh óng.
Số gai ở vây lưng: 9; Số tia vây ở vây lưng: 11; Số gai ở vây hậu môn: 3; Số tia vây ở vây hậu môn: 10; Số tia vây ở vây ngực: 14–15.

## Hành vi và tập tính
Thức ăn của L. manabei trưởng thành là các polyp san hô. Cá con đóng vai trò là một loài cá dọn vệ sinh và ăn ký sinh bám trên cơ thể cá lớn. Loài này sống thành từng nhóm nhỏ.

### Trích dẫn
- J. E. Randall (1981). "Revision of the labrid fish genus Labropsis with description of five new species" (PDF). Micronesica. Quyển 17 số 1–2. tr. 125–155.